# أوكامي-سان ورفاقها السبعة
أوكامي-سان ورفاقها السبعة (باليابانية: オオカミさん، بالروماجي:  Okami-san) هي رواية خفيفة من تأليف ماساشي أوكيتو ورسم أوناجي، نشرت من قبل أسكي ميديا وركز في 10 أغسطس عام 2006 حتى 10 يناير عام 2011، وتكونت من 12 مجلد. اقتبست إلى سلسلة مانغا نشرت في مجلة دينجيكي دايوه، صدرت في أبريل عام 2010 حتى أكتوبر عام 2012، تم تجميع فصول المانغا في 4 مجلدات تانكوبون، صدرت في 27سبتمبر عام 2010 حتى 27 نوفمبر عام 2012. ثم أنتجت إلى أنمي تلفزيوني من قبل استوديو جاي سي ستاف، عرض الأنمي في 1 يوليو عام 2010 واستمر عرضه حتى 16 سبتمبر عام 2010، وتكون 12 حلقة.

## القصة
تدور أحداث القصة عن ريوكو أوكامي، هي فتاة صبيانية في المدرسة الثانوية، تعيش في مدينة أوتاغيبانا، وهي أحد أعضاء نادي بنك مدرسة أوتاغي الثانوية.

## الشخصيات

### الشخصيات الرئيسية
ريوكو أوكامي (باليابانية: 大神 涼子، بالروماجي: Okami Ryōko)
مؤدية الصوت: شيزوكا إيتو
رينغو أكاي (باليابانية: 赤井 林檎، بالروماجي: Akai Ringo)
مؤدية الصوت: كاناي إيتو
ريوشي مورينو (باليابانية: 森野 亮士، بالروماجي: Morino Ryōshi)
مؤدية الصوت: ميو إيرينو
ليست كيريكي (باليابانية: 桐木 リスト، بالروماجي:  Kiriki Risuto)
مؤدي الصوت: هيروفومي نوجيما
أليس كيريكي (باليابانية: 桐木 アリス، بالروماجي: Kiriki Arisu)
مؤدية الصوت: يوي هوريه
أوتسو تسوروغايا (باليابانية: 鶴ヶ谷 おつう، بالروماجي: Tsurugaya Otsū)
مؤدية الصوت: أياكو كاواسومي
تارو أوراشيما (باليابانية: 浦島 太郎، بالروماجي: Urashima Tarō)
مؤدي الصوت: شينتارو أسانوما
أوتوهيمي ريوغو (باليابانية: 竜宮 乙姫، بالروماجي: Ryūgū Otohime)
مؤدية الصوت: أكي تويوساكي
ماجوليكا لو فاي (باليابانية: マジョーリカ・ル・フェイ، بالروماجي: Majōrika Ru Fei)
مؤدية الصوت: كيميكو كوياما

### شخصيات أخرى
موموكو كيبيتسو (باليابانية: 吉備津 桃子، بالروماجي: Kibitsu Momoko)
مؤدية الصوت: يوكو كايدا
يوكيمي مورانو (باليابانية: 村野 雪女، بالروماجي: Murano Yukime)
مؤدي الصوت: هيتومي ناباتامي
ميمي أوسامي (باليابانية: 宇佐見 美々، بالروماجي: Usami Mimi)
مؤدية الصوت: ريي كوغيميا

## وصلات خارجية
- موقع الأنمي الرسمي (باليابانية)
- ورفاقها السبعة على موقع فنميشن